# Carlos Olascuaga
Carlos Olascuaga (Tayabamba, Provincia de Pataz, 21 de septiembre de 1991) es un futbolista peruano. Juega como extremo izquierdo  y su equipo actual es Ayacucho Fútbol Club de la Liga 1 de Perú.

## Inicios
Olascuaga nació en el pueblo de Tayabamba y vivió ahí hasta los 5 años, para luego mudarse a Trujillo y posteriormente a Chimbote. A la edad de 14 años se mudó a Lima con toda su familia donde se probó en las divisiones menores de la «U», club que terminaría aceptándolo.

## Trayectoria
Carlos Olascuaga fue formado en las divisiones menores de Universitario de Deportes, sin embargo se fue por problemas económicos.

### Alianza Lima
Luego pasó a las divisiones menores de Alianza Lima donde fue promovido al primer equipo por el técnico venezolano Richard Páez. Debutó profesionalmente el 26 de julio del 2008 ante Bolognesi, reemplazando a Nicolás Nieri en el segundo tiempo. Sin embargo, debido a su corta edad y a las pocas posibilidades de alternar en el primer equipo, normalmente jugaba con la reserva. Jugó la Copa Libertadores sub-20 con Alianza Lima.
En enero de 2011, fue cedido en préstamo a Cienciano, jugó 22 partidos y anotó 4 goles, siendo uno de los jugadores más importantes del club.

### Universitario de Deportes
Luego de que Alianza Lima le debiera sueldos de 8 meses y Cienciano 4 meses llega como jugador libre a Universitario de Deportes. En su primer año jugó 21 partidos. Al siguiente año fue su mejor año futbolístico, fue campeón del Campeonato Descentralizado 2013 de la mano de Ángel Comizzo. Sufrió una fractura al peroné en un jugada con Willy Rivas jugador de León de Huánuco, la gravedad de la lesión hizo que se pierda las finales de play off frente a Real Garcilaso. A finales de aquel año renovó su contrato por 2 años. Jugó la Copa Libertadores 2014 con el conjunto crema.

### Académica de Coimbra
En julio de 2014 fue transferido al Académica de Coimbra de Portugal por 2 temporadas. Jugó con los africanos Edgar Salli y Nwankwo Obiora.
Luego de la poca continuidad con Académica, rescindió su contrato para luego fichar por Juan Aurich del Perú. A mediados de aquel año fue fichado por Universidad César Vallejo, siendo un pedido de Ángel Comizzo quien lo dirigió en el club poeta. A final de aquel año descendió de categoría. Renovaría su contrato el siguiente año para jugar la Segunda División de Perú.
A pesar de haber renovado su contrato con el club poeta por todo año 2018, sin embargo rescindió su contrato para fichar por Sport Rosario donde desciende con el elenco huaracino.
A inicios del 2019 fue oficializado como nuevo jugador del Real Garcilaso. Sin embargo, le rescindieron su contrato argumentando que tenía una lesión a los meniscos. Luego de ese capítulo polémico fichó por Sport Boys hasta fines del 2019.

### Universitario de Deportes
Luego de jugar 5 partidos y completar 110 minutos con la milisera fue anunciado como nuevo jugador de Universitario de Deportes firmando un contrato hasta finales del 2020. Fue un pedido especial de Ángel Comizzo. Luego de un semestre irregular, donde fue uno de los jugadores más criticados debido a su bajo rendimiento, fue enviado a préstamo por una temporada a Ayacucho FC.
En el cuadro ayacuchano encontró su mejor rendimiento, logrando anotar 7 goles y ayudando a su equipo a ser campeón del Torneo Clausura, logrando clasificar a la segunda fase de la Copa Libertadores 2021. Luego de terminar su préstamo y vínculo con Universitario de Deportes y al no estar en planes de Ángel Comizzo se desvincula del cuadro merengue para renovar por otra temporada con el equipo ayacuchano.

## Estadísticas

### Clubes
| Club                             | Div.          | Temporada     | Liga  | Liga  | Liga   | Copas nacionales | Copas nacionales | Copas nacionales | Torneos internacionales | Torneos internacionales | Torneos internacionales | Total | Total | Total  |
| Club                             | Div.          | Temporada     | Part. | Goles | Asist. | Part.            | Goles            | Asist.           | Part.                   | Goles                   | Asist.                  | Part. | Goles | Asist. |
| -------------------------------- | ------------- | ------------- | ----- | ----- | ------ | ---------------- | ---------------- | ---------------- | ----------------------- | ----------------------- | ----------------------- | ----- | ----- | ------ |
| Alianza Lima · Perú              | 1.ª           | 2008          | 3     | 0     | 0      | —                | —                | —                | —                       | —                       | —                       | 3     | 0     | 0      |
| Alianza Lima · Perú              | 1.ª           | 2009          | 2     | 0     | 0      | —                | —                | —                | —                       | —                       | —                       | 2     | 0     | 0      |
| Alianza Lima · Perú              | 1.ª           | 2010          | 1     | 0     | 0      | —                | —                | —                | —                       | —                       | —                       | 1     | 0     | 0      |
| Alianza Lima · Perú              | Total club    | Total club    | 6     | 0     | 0      | 0                | 0                | 0                | 0                       | 0                       | 0                       | 6     | 0     | 0      |
| Cienciano · Perú                 | 1.ª           | 2011          | 22    | 4     | 1      | —                | —                | —                | —                       | —                       | —                       | 22    | 4     | 1      |
| Cienciano · Perú                 | Total club    | Total club    | 22    | 4     | 1      | 0                | 0                | 0                | 0                       | 0                       | 0                       | 22    | 4     | 1      |
| Universitario de Deportes · Perú | 1.ª           | 2012          | 21    | 0     | 2      | —                | —                | —                | —                       | —                       | —                       | 21    | 0     | 2      |
| Universitario de Deportes · Perú | 1.ª           | 2013          | 32    | 3     | 7      | —                | —                | —                | —                       | —                       | —                       | 32    | 3     | 7      |
| Universitario de Deportes · Perú | 1.ª           | 2014          | 6     | 1     | 0      | 8                | 0                | 0                | 5                       | 0                       | 0                       | 19    | 1     | 0      |
| Académica de Coimbra Portugal    | 1.ª           | 2014-15       | 5     | 0     | 0      | 1                | 1                | 0                | —                       | —                       | —                       | 6     | 1     | 0      |
| Académica de Coimbra Portugal    | Total club    | Total club    | 5     | 0     | 0      | 1                | 1                | 0                | 0                       | 0                       | 0                       | 6     | 1     | 0      |
| Juan Aurich · Perú               | 1.ª           | 2016          | 19    | 2     | 1      | —                | —                | —                | —                       | —                       | —                       | 19    | 2     | 1      |
| Juan Aurich · Perú               | Total club    | Total club    | 19    | 2     | 1      | 0                | 0                | 0                | 0                       | 0                       | 0                       | 19    | 2     | 1      |
| Univ. César Vallejo · Perú       | 1.ª           | 2016          | 12    | 1     | 1      | —                | —                | —                | —                       | —                       | —                       | 12    | 1     | 1      |
| Univ. César Vallejo · Perú       | 2.ª           | 2017          | 24    | 7     | 5      | —                | —                | —                | —                       | —                       | —                       | 24    | 7     | 5      |
| Univ. César Vallejo · Perú       | Total club    | Total club    | 36    | 8     | 6      | 0                | 0                | 0                | 0                       | 0                       | 0                       | 38    | 8     | 6      |
| Sport Rosario · Perú             | 1.ª           | 2018          | 24    | 5     | 2      | 13               | 1                | 2                | 2                       | 0                       | 0                       | 39    | 6     | 4      |
| Sport Rosario · Perú             | Total club    | Total club    | 24    | 5     | 2      | 13               | 1                | 2                | 2                       | 0                       | 0                       | 39    | 6     | 4      |
| Sport Boys · Perú                | 1.ª           | 2019          | 5     | 0     | 0      | —                | —                | —                | —                       | —                       | —                       | 5     | 0     | 0      |
| Sport Boys · Perú                | Total club    | Total club    | 5     | 0     | 0      | 0                | 0                | 0                | 0                       | 0                       | 0                       | 5     | 0     | 0      |
| Universitario de Deportes · Perú | 1.ª           | 2019          | 6     | 0     | 1      | 2                | 0                | 0                | —                       | —                       | —                       | 8     | 0     | 1      |
| Universitario de Deportes · Perú | Total club    | Total club    | 65    | 4     | 10     | 10               | 0                | 0                | 5                       | 0                       | 0                       | 80    | 4     | 10     |
| Ayacucho F.C. · Perú             | 1.ª           | 2020          | 33    | 7     | 5      | —                | —                | —                | —                       | —                       | —                       | 33    | 7     | 5      |
| Ayacucho F.C. · Perú             | 1.ª           | 2021          | 14    | 1     | 1      | 1                | 0                | 0                | 1                       | 0                       | 0                       | 16    | 1     | 1      |
| Ayacucho F.C. · Perú             | 1.ª           | 2022          | 13    | 0     | 1      | —                | —                | —                | 2                       | 0                       | 0                       | 15    | 0     | 1      |
| Ayacucho F.C. · Perú             | Total club    | Total club    | 60    | 8     | 7      | 1                | 0                | 0                | 3                       | 0                       | 0                       | 64    | 8     | 7      |
| Deportivo Municipal · Perú       | 1.ª           | 2023          | 11    | 1     | 2      | —                | —                | —                | —                       | —                       | —                       | 11    | 1     | 2      |
| Deportivo Municipal · Perú       | Total club    | Total club    | 11    | 1     | 2      | 0                | 0                | 0                | 0                       | 0                       | 0                       | 11    | 1     | 2      |
| Total carrera                    | Total carrera | Total carrera | 253   | 32    | 29     | 25               | 2                | 2                | 10                      | 0                       | 0                       | 288   | 34    | 31     |
| 1. 2. 3.                         |               |               |       |       |        |                  |                  |                  |                         |                         |                         |       |       |        |

## Palmarés

### Campeonatos nacionales
| Título                    | Club                      | País | Año  |
| ------------------------- | ------------------------- | ---- | ---- |
| Primera División del Perú | Universitario de Deportes | Perú | 2013 |

### Torneos cortos
| Título          | Club          | País | Año  |
| --------------- | ------------- | ---- | ---- |
| Torneo Clausura | Ayacucho F.C. | Perú | 2020 |